# Morderstwo w sieci
Morderstwo w sieci (tytuł oryg. My Little Eye) – dreszczowiec filmowy powstały w koprodukcji amerykańsko-brytyjsko-francusko-kanadyjskiej w roku 2002. Dla reżysera, Marca Evansa, inspiracją do stworzenia filmu była brytyjska edycja programu Big Brother, a także inne popularne reality shows.

## Obsada
- Sean Cw Johnson – Matt
- Laura Regan – Emma
- Kris Lemche – Rex
- Jennifer Sky – Charlie
- Stephen O’Reilly – Danny
- Bradley Cooper – Travis Patterson
- Nick Mennell – policjant

## Opis fabuły
Piątka młodych ludzi – Rex, Charlie, Danny, Matt i Emma – wyłoniona zostaje do wzięcia udziału w programie typu reality show. Zwycięzcy eliminacji mają spędzić sześć miesięcy w domu umiejscowionym na odludziu pod okiem wszędobylskich kamer obserwujących każde ich poczynania w ciągu dnia i nocy. Jeśli wytrzymają i żadne z nich nie wycofa się z uczestnictwa w grze przed upływem wyznaczonego terminu, otrzymają po milion dolarów nagrody na głowę. Jeśli jednak choć jeden z nich zrezygnuje, wszyscy przegrają. Przez ten czas ich losy można śledzić w Internecie.
Początkowo bohaterowie traktują udział w programie jako zabawę, z czasem na ich drodze zaczynają pojawiać się niemałe utrudnienia. Twórcy show obnażają przed widzami sekrety z żyć prywatnych uczestników oraz prowadzą z nimi niezdrowe gierki. Rex uważa, iż nietypowe sytuacje, których doświadcza on i jego współtowarzysze, są reżyserowane przez producentów widowiska, i namawia pozostałych do dalszej gry mimo wszystko. To okazuje się nie być proste.